# (Just Like) Starting Over
Singles de John Lennon
Stand by Me
(1975) Woman
(1981)
(Just Like) Starting Over est une chanson de John Lennon parue en 1980 sur son album Double Fantasy, ainsi qu'en single. Elle marque le retour de Lennon à sa carrière solo après cinq ans d'absence. Aidé par la nouvelle de l'assassinat de l'artiste, le single atteint la première place des ventes des deux côtés de l'Atlantique.

## Classements
| Classement (1980-81)                   | Meilleure place |
| -------------------------------------- | --------------- |
| Royaume-Uni (UK Singles Chart)         | 1               |
| États-Unis (Hot 100)                   | 1               |
| Suisse (Schweizer Hitparade)           | 1               |
| Allemagne (Media Control AG)           | 4               |
| Autriche (Ö3 Austria Top 40)           | 1               |
| France (SNEP)                          | 15              |
| Pays-Bas (Single Top 100)              | 14              |
| Belgique (Flandre Ultratop 50 Singles) | 6               |
| Suède (Sverigetopplistan)              | 3               |
| Norvège (VG-lista)                     | 2               |
| Nouvelle-Zélande (RMNZ)                | 2               |